# 渋谷センター街

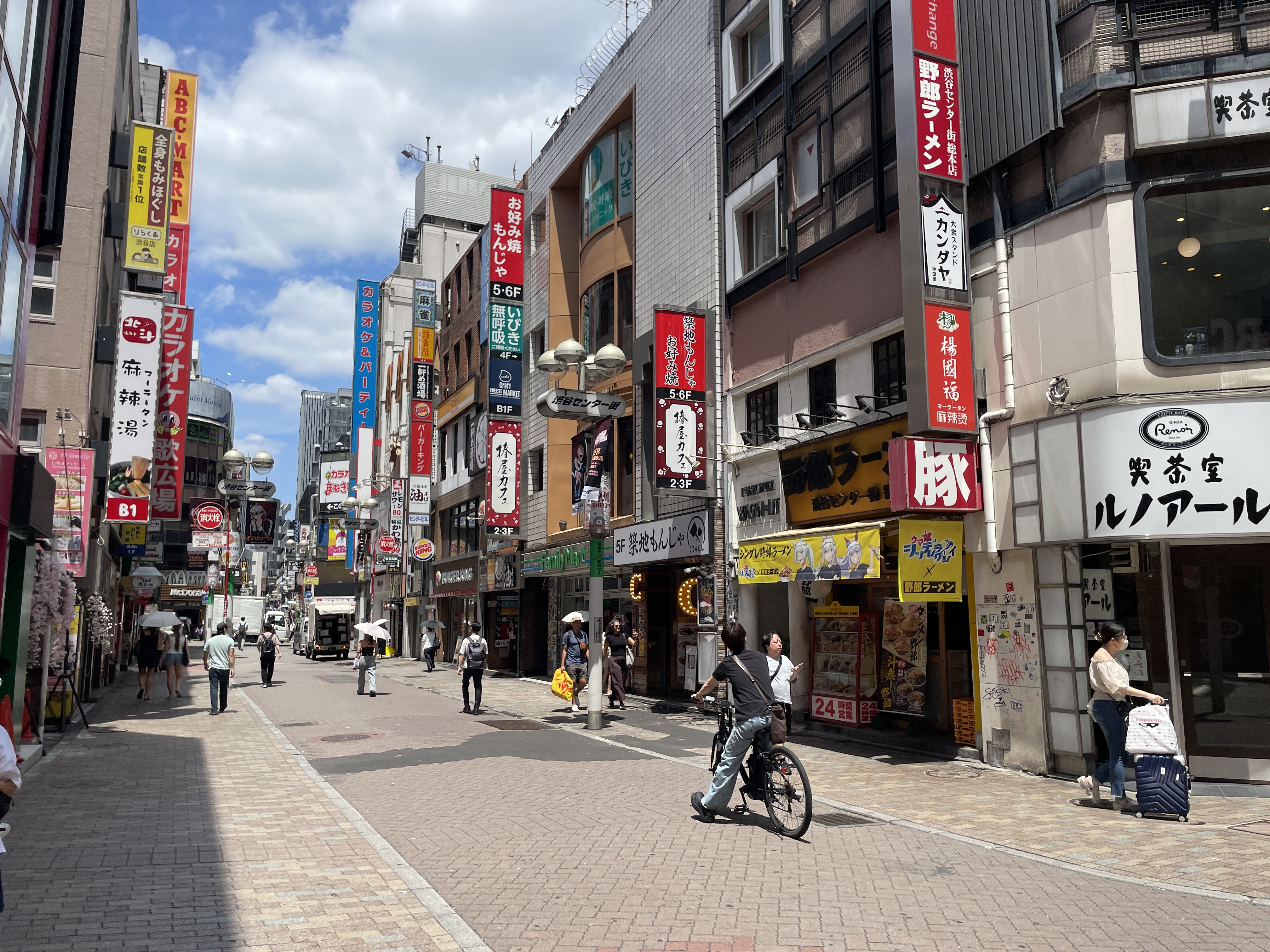
渋谷センター街
（2025年7月10日）

渋谷センター街（しぶやセンターがい）は、東京都渋谷区宇田川町にある商店街。スクランブル交差点を挟んで渋谷駅の目の前にある。特に渋谷駅ハチ公口から、井の頭通りと文化村通りの間を西に進むメインストリートの「メイン通り」や「センターこみち」を指すことが多い。

## 概要
飲食店・ファストフード店をはじめ、衣料品店・カラオケボックスなど多彩な業種の店が営業しており、若年層の通行が特に多い。通りの俗称としての「センター街」は商店街の名称に由来するものだが、商店街の名称「渋谷センター街」の由来についての公式の説明はなく、一般には「渋谷の中央（＝センター）」の意であると解される。
センター街（通り）は、かつての宇田川を暗渠にしたところに作られた。1955年頃に区画整理事業が開始される以前、現在センター街がある一帯には住宅や商店が密集しており、渋谷駅前（現在の渋谷スクランブル交差点方面）に直接つながる街路はなかった。
「渋谷センター街」商店街には、渋谷スクランブル交差点前のQFRONTから東急百貨店本店付近まで約350mの、通りとしてのいわゆる「センター街」（もしくは「メイン通り」「センターこみち」）のみならず、南隣の文化村通り、東側および北隣の井の頭通り・宇田川通り、およびその北側（ハンズ、渋谷PARCO、スペイン坂、渋谷ロフト、西武百貨店）に位置する商店が含まれる。
1997年6月20日、台風7号が関東地方に上陸し、強風でセンター街入口に設置されていた旧アーケード看板（重さ4トン）が倒壊、数人が下敷きとなって男性1人が死亡する事故が起こった。

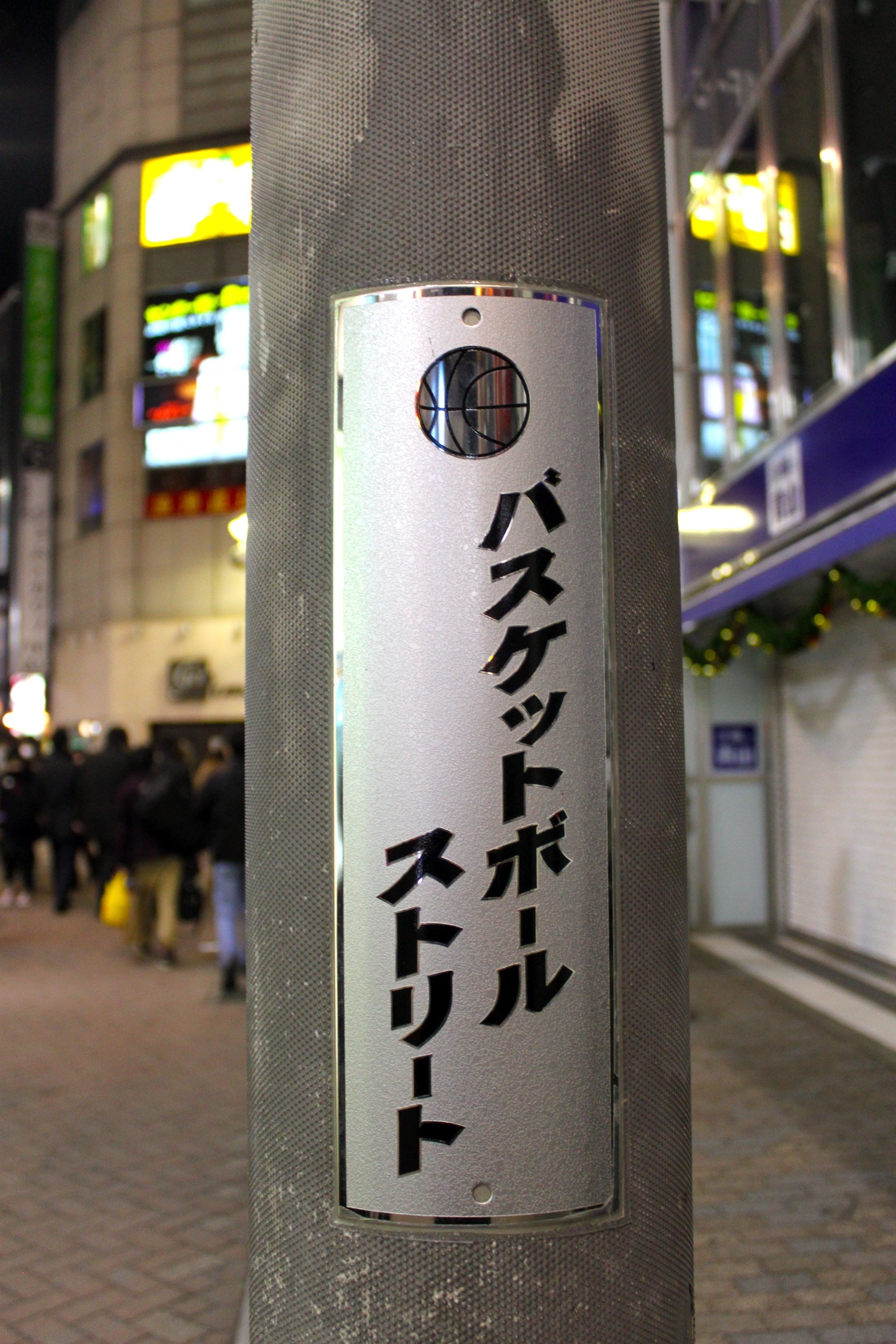
バスケットボール・ストリート

2011年9月26日、センター街のメインストリートを『バスケットボールストリート』（通称：バスケ通り）に改名する。改名の理由として、一時期不良のような若者が集まる場所として有名になり怪しい者が出没した。警察の取締り強化、パトロール隊の治安維持・美化運動によって街の安全性は向上したが、依然として「怖い・危ない街」としてのイメージが残っていることから、若者の持つ『情熱』『エネルギー』を、クリーンなイメージを持つ『スポーツ』と結びつけ、渋谷の『若者・ファッション・音楽・文化・国際性』という持ち味を全て表現できるのは『バスケットボール』だと判断したことから。また、国立代々木競技場第二体育館は、日本におけるバスケの聖地で、センター街はそこに通じる道であることも理由だという。ただしバスケットボールストリートという名称はほとんど普及せず、このような名称がつけられていることを知らない人も多い。
渋谷センター街全域は、2019年6月20日から施行された渋谷駅周辺地域の安全で安心な環境の確保に関する条例（いわゆる「ハロウィン条例」）の「渋谷駅周辺地域」と「区規則で定める区域」に定められており、ハロウィン当日とその直前の週末、年末年始は路上等の公共の場での飲酒が禁止される。